# Salzburger Nachtstudio
Das Salzburger Nachtstudio war eine Wissenschaftssendung auf Österreich 1 (Ö1).
Die wöchentliche, einstündige Sendereihe wurde vom Wissenschaftsredakteur Paul Becker gegründet und am 6. November 1956 erstmals ausgestrahlt. Im Februar 2024 wurde sie im Zuge einer Programmreform eingestellt. Nachfolgesendung ist die Reihe Science Arena. Das Salzburger Nachtstudio war die älteste Wissenschaftssendung von Ö1. Paul Becker folgten als Sendungsleiter von 1963 bis 1984 Oskar Schatz, von 1985 bis 2000 Hans Spatzenegger und von 2000 bis 2017 Elisabeth J. Nöstlinger.
Von 2017 bis zur Einstellung der Reihe leitete Martin Haidinger das Salzburger Nachtstudio. Die letzte Folge wurde am 31. Jänner 2024 ausgestrahlt. Sie trug den Titel "Das Ich im digitalen Raum".

## Publikationen
- Elisabeth J. Nöstlinger (Hrsg.): Macht und Ohnmacht – Opfer und Täter. Vorwort von Manfred Jochum, edition salzburger nachtstudio ORF Ö1, Bibliothek der Provinz, Weitra 2000, ISBN 3-85252-361-3.